# Condado de Ramiranes
El condado de Ramiranes es un título nobiliario español creado por el rey Alfonso XII en favor de José Varela y Cadaval, diputado a Cortes, mediante real decreto del 5 de julio de 1875 y despacho expedido el 4 de abril de 1876.

## Condes de Ramiranes
|                          | Titular                            | Periodo                  |
| Creación por Alfonso XII | Creación por Alfonso XII           | Creación por Alfonso XII |
| ------------------------ | ---------------------------------- | ------------------------ |
| I                        | José Varela y Cadaval              | 1876-1885                |
| II                       | María del Carmen Varela y Bermúdez | 1886-¿?                  |
| III                      | Alfonso Bermúdez Varela            | 1879-1936                |
| IV                       | José Manuel Bermúdez Rodríguez     | 1953-¿?                  |
| V                        | Alfonso Bermúdez Urzaiz            | 1991-hoy                 |

## Historia de los condes de Ramiranes
- José Varela y Cadaval (Tuy, 22 de octubre de 1817-Santiago de Compostela, 3 de diciembre de 1885), I conde de Ramiranes, diputado a Cortes.[1]

Casó con María del Socorro Bermúez y Acevedo. El 14 de junio de 1866 le sucedió su hija:
- María del Carmen Varela y Bermúdez, II condesa de Ramiranes.[1]

Casó con José Bermúdez y Fernández de la Puente (1849-1905), gobernador civil de Cáceres (1892), San Sebastián (1897) y Palencia (1905), gentilhombre de cámara (1893) etc. Le sucedió su hijo:
- Alfonso Bermúdez Varela (m. Paracuellos del Jarama, 20 de noviembre de 1936), III conde de Ramiranes.[1]

Casó el 24 de junio de 1915, en Vigo, con Julieta Rodríguez y Bonín, pintora. El 23 de enero de 1953 le sucedió su hijo:
- José Manuel Bermúdez Rodríguez, IV conde de Ramiranes.[1]

Casó con Rita Urzáiz González. El 6 de septiembre de 1991, previa orden del 29 de julio del mismo año para que se expida la correspondiente carta de sucesión (BOE del 9 de septiembre), le sucedió su hijo:
- Alfonso Bermúdez Urzaiz, V conde de Ramiranes.[2]

Casó con María Ángela González Granada el 14 de julio de 1995.